# Lipiny (zniesiona osada leśna)
Lipiny – dawna osada leśna w Polsce położona w województwie wielkopolskim, w powiecie chodzieskim, w gminie Margonin.
Nazwę zniesiono z 2023 r.